# Ропки (гмина Усьце-Горлицке)

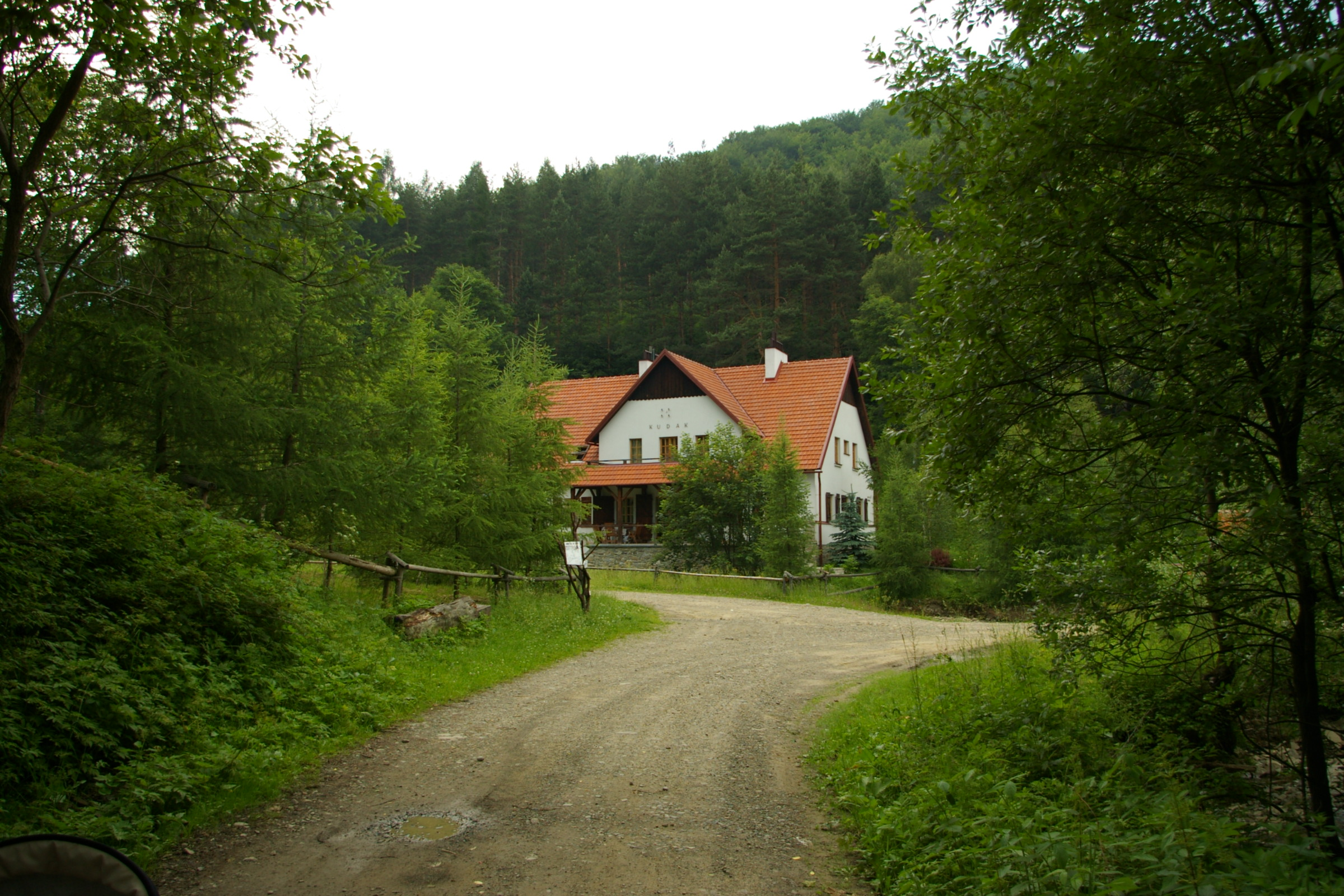
Ропки, Польша

Ро́пки (укр. Ріпки, русин. Ріпкы, пол. Ropki) — село в Польше, находящееся на территории гмины Усце-Горлицке Горлицкого повята Малопольского воеводства.

## География
Село находится на запад от села Высова-Здруй, в 7 км от Усце-Горлицке, в 21 км от Горлице и в 109 км от Кракова.

## История
Первые упоминания о селе Ропки относятся к 1581 году, когда она была собственностью Адама Бжезинского. В 1610 году в селе была построена первая церковь. В 1801 году была построена грекокатолическая церковь Рождества Богородицы, которая была разобрана в 50-х годах XX столетия и перевезена в Музей народной архитектуры в Саноке.
В селе доВторой мировой войны проживали лемки, которые в 1946—1947 годах были переселены во время операции «Висла» на западные территории Польши.

## Религия
С 1999 года в селе Ропки находится дом для медитаций Польского союза буддистов.

## Туризм
В селе находится туристические базы отдыха. Через село проходят несколько пеших туристических маршрутов.

## Достопримечательности
- Старое лемковское кладбище.